# Хайль, Райнхольд
Райнхольд Хайль (нем. Reinhold Heil) — немецкий кинокомпозитор, который в настоящее время живёт в Лос-Анджелесе.

## Ранняя жизнь
Райнхольд Хайль родился в Шлюхтерне, ФРГ. В одиннадцать лет он начал брать уроки, чтобы стать классическим пианистом. Будучи подростком, увлечённым рок-музыкой, он начинает экспериментировать с электронной музыкой.

## Фильмография
- Я, Франкенштейн / I, Frankenstein (2013)
- Облачный атлас / Cloud Atlas (2012) — Номинация на «Золотой глобус» за лучшую музыку к фильму
- Профессионал / Killer Elite (2011)
- Любовь втроём / Three (2010)
- Вторжение: Битва за рай / Tomorrow, When the War Began (2010)
- Чёртовы футболисты / Teufelskicker (2010)
- Интернэшнл / The International (2009)
- Кровь и шоколад / Blood and Chocolate (2007)
- Парфюмер: История одного убийцы / Perfume: The Story of a Murderer (Номинация на «Сатурн» за лучшую музыку и на «Немецкую кинонаграду» за лучшую музыку к фильму) (2006)
- Дедвуд / Deadwood (2006)
- Париж, я люблю тебя / Paris, je t’aime (2006)
- Земля мёртвых / Land of the Dead (2005)
- Пещера / The Cave (2005)
- Софи Шолль — последние дни / Sophie Scholl — The Final Days (2005)
- Фото за час / One Hour Photo (2002)
- Принцесса и воин / The Princess and the Warrior (2000)
- Беги, Лола, беги / Run Lola run (1998)
- В зимней спячке / Winter Sleepers (1997)